# Enlinia fimbriata
Enlinia fimbriata är en tvåvingeart som beskrevs av Robinson 1969. Enlinia fimbriata ingår i släktet Enlinia och familjen styltflugor. Inga underarter finns listade i Catalogue of Life.